# Helmut Obermayer
Helmut Obermayer (* 1935; † 2015) war ein österreichischer Basketballfunktionär und -schiedsrichter.

## Laufbahn
Als Schiedsrichter leitete Obermayer Spiele in der Basketball-Bundesliga und von 1973 bis 1982 auch für den europäischen Basketballverband FIBA Europa, unter anderem im Europapokal. Nach dem Ende seiner internationalen Schiedsrichtertätigkeit wurde er zum FIBA-Ehrenschiedsrichter ernannt und blieb für den Verband bis 1995 als technischer Kommissar im Einsatz. In dieser Funktion überwachte er den Ablauf von Länderspielen sowie Europapokalpartien.
Von 1989 bis 1993 war Obermayer, der 46 Jahre lang Mitglied der SPÖ war, Vizepräsident des Österreichischen Basketballverbandes und von 1993 bis 1996 Vorsitzender des Wiener Basketballverbandes. Er wurde am Wiener Zentralfriedhof bestattet.